# Stefan Knežević
Stefan Knežević, cyrilicí Стефан Кнежевић (15. června 1806 Oćestovo – 28. ledna 1890 Zadar), byl rakouský duchovní a politik z Dalmácie srbské národnosti, v 2. polovině 19. století pravoslavný biskup Dalmácie a poslanec Říšské rady.

## Biografie
Vychodil gymnázium ve Sremski Karlovci, absolvoval filozofii v Prešpurku a teologii ve Vídni. Vstoupil do mnišského řádu a po jistou dobu byl tajemníkem biskupské kanceláře v Zadaru. Byl vysvěcen na kněze. Od roku 1844 působil jako archimandrita (představený) pravoslavného kláštera Krka. Od roku 1853 až do své smrti roku 1890 zastával úřad biskupa Dalmácie. Roku 1879 získal čestný doktorát teologie na univerzitě v Černovicích. Byl prvním biskupem narozeným v Dalmácii. Podílel se na organizační reformě biskupství. Roku 1853 zavedl konzistoř. Roku 1863 provedl reformu kněžského semináře v Zadaru. Založil četné nadace a zasloužil se o rozvoj srbského školství v Dalmácii. Byl mu udělen Řád železné koruny a roku 1854 Řád Františka Josefa.
Zapojil se i do politiky. Jako virilista zasedl na Dalmatský zemský sněm. Zemský sněm ho 1. března 1867 zvolil i do Říšské rady (tehdy ještě volené nepřímo) za Dalmácii.